# Vauxcéré

Vauxcéré este o comună în departamentul Aisne din nordul Franței. În 1 ianuarie 2018 avea o populație de 67 de locuitori.